# Xã Leshara, Quận Saunders, Nebraska
Xã Leshara (tiếng Anh: Leshara Township) là một xã thuộc quận Saunders, tiểu bang Nebraska, Hoa Kỳ. Năm 2010, dân số của xã này là 526 người.